# Bartosz Karaszewski
Bartosz Robert Karaszewski (ur. 1977 w Grudziądzu) – polski lekarz, neurolog, profesor dr hab. nauk medycznych, konsultant krajowy ds. neurologii (kadencja 2024–2029), przewodniczący Komitetu Nauk Klinicznych PAN, kierownik Katedry Neurologii Gdańskiego Uniwersytetu Medycznego, kierownik i ordynator Kliniki Neurologii Dorosłych Gdańskiego Uniwersytetu Medycznego i Uniwersyteckiego Centrum Klinicznego w Gdańsku, Główny Ekspert ds. Udaru Ministerstwa Zdrowia – Mapy Potrzeb Zdrowotnych (funkcja zakończona), przewodniczący – elekt Sekcji Chorób Naczyniowych Mózgu Polskie Towarzystwo Neurologiczne. Pierwszy przewodniczący Akademii Młodych Uczonych Polskiej Akademii Nauk. Twórca i pierwszy lider Global Health Group Global Young Academy. Liczne zagraniczne stypendia i praca w czołowych europejskich ośrodkach badawczych i naukowo-klinicznych.

## Życiorys
Absolwent II Liceum Ogólnokształcącego im. Króla Jana III Sobieskiego w Grudziądzu. W 2002 r. ukończył studia medyczne w Akademii Medycznej w Gdańsku, w 2007 r. obronił pracę doktorską pt. Zaburzenia metaboliczne w niedokrwionych regionach mózgu na modelu zwierzęcym i u ludzi, której promotorami byli Walenty Nyka i Joanna Wardlaw. W 2012 r. habilitował się na podstawie pracy zatytułowanej Udar niedokrwienny mózgu: zastosowanie wybranych technik spektrometrycznych i obrazowych w badaniach patomechanizmów choroby i postępowaniu klinicznym. W 2019 r. uzyskał tytuł profesora nauk medycznych. Został najmłodszym specjalistą neurologii (specjalizacja lekarska) posiadającym tytuł naukowy profesora w Polsce.
Piastuje stanowisko profesora i kierownika Katedry Neurologii Wydziału Lekarskiego Gdańskiego Uniwersytetu Medycznego.
Jest członkiem Komitetu Nauk Neurologicznych PAN, dawniej był też członkiem Komitetu Neurobiologii PAN. Był pierwszym przewodniczącym (kadencja 2012–2014) Akademii Młodych Uczonych PAN.
W 2022 został odznaczony Srebrnym Krzyżem Zasługi.

## Wybrane osiągnięcia
- Zwycięzca 18. plebiscytu Pomorskie Sztormy Gazeta Wyborcza w kategorii nauka (Bartosz Karaszewski otrzymał największą liczbę głosów w dotychczasowej historii plebiscytu z uwzględnieniem wszystkich kategorii, w tym sport i kultura)[14]
- Pierwsze miejsce w konkursie Portrety Polskiej Medycyny w kategorii Lekarz Roku 2022 (decyzja 29-osobowej kapituły)[15]
- Pierwsze miejsce w ogólnopolskim konkursie dla doświadczonych lekarzy – liderów medycyny – „Złoty Skalpel” 2020[16]
- Pierwsze miejsce w ogólnopolskim konkursie dla wybitnych młodych lekarzy – „Supertalenty medycyny” 2015
- Za lata 2021 i 2022 sklasyfikowany przez czasopismo branżowe Puls Medycyny na najwyższej pozycji tzw. Listy Stu – Medycyna spośród polskich neurologów[17]
- Nagrody indywidualne Prezesa Rady Ministrów oraz Ministra Zdrowia za habilitację
- Nagroda za „najwybitniejsze prace doktorskie obronione w instytucjach naukowych w Polsce” w dziedzinie nauk biomedycznych
- Stypendium Ministra Nauki i Szkolnictwa Wyższego „dla wybitnych młodych naukowców”
- Stypendium naukowe International Brain Research Organization
- Laureat programu Mobilność Plus Ministra Nauki i Szkolnictwa Wyższego
- Laureat mnogich konkursów Fundacji na rzecz Nauki Polskiej dla młodych naukowców
- Nagroda naukowa – stypendium tygodnika POLITYKA [link] w dziedzinie nauki medyczne
- Nagroda Kapituły Prezesów Polskiego Towarzystwa Neurologicznego
- Nagroda Gdańskiego Towarzystwa Naukowego i Prezydenta Miasta Gdańska za „wybitne osiągnięcia młodych pracowników nauki”
- Laureat konkursu Europrimus pod patronatem Ministra Spraw Zagranicznych RP
- Pierwsze miejsce w konkursie na najlepszego studenta Polski (pod patronatem Prezydenta RP i Ministrów Rządu RP)